# Покович, Любомир
Любомир Покович (словац. Ľubomír Pokovič, род. 28 апреля 1960, Скалица, Словакия) — бывший профессиональный словацкий хоккеист (нападающий) и тренер. Бывший главный тренер клуба Континентальной хоккейной лиги «Динамо» (Минск) в сезонах 2013/2014—2015/2016. В сезонах 1999/2000 и 2001/2002 под его руководством хоккейный клуб Слован (Братислава) становился чемпионом Словацкой Экстралиги. Входил также в тренерский штаб национальных сборных Словакии и Беларуси по хоккею с шайбой.

## Тренерская карьера
| Сезон     | Команда          | Турнир               | Регулярный сезон | Регулярный сезон | Регулярный сезон | Регулярный сезон | Регулярный сезон | Регулярный сезон | Регулярный сезон                                                                                     | Плей-офф | Плей-офф | Плей-офф | Плей-офф | Плей-офф | Плей-офф                                                             |
| Сезон     | Команда          | Турнир               | И                | В                | ВО/ВБ            | ПО/ПБ            | П                | О                | Результат                                                                                            | И        | В        | ВО/ВБ    | ПО/ПБ    | П        | Результат                                                            |
| --------- | ---------------- | -------------------- | ---------------- | ---------------- | ---------------- | ---------------- | ---------------- | ---------------- | --- | -------- | -------- | -------- | -------- | -------- | -------------------------------------------------------------------- |
| 2013/2014 | «Динамо» (Минск) | Регулярный сезон КХЛ | 26               | 7                | 3                | 2                | 14               | 29               | 26-е место в Регулярном чемпионате; 14-е место в Западной конференции; 7-е место в Дивизионе Боброва | 12       | 6        | 2        | 0        | 4        | Поражение от "Авангард" (Омск) в финале Кубка Надежды                |
| 2014/2015 | «Динамо» (Минск) | Регулярный сезон КХЛ | 60               | 27               | 7                | 5                | 21               | 100              | 9-е место в Регулярном чемпионате; 5-е место в Западной конференции; 3-е место в Дивизионе Боброва   | 5        | 0        | 1        | 0        | 4        | Поражение от «Йокерит» (Хельсинки) в 1/4 финала Западной конференции |
| 2015/2016 | «Динамо» (Минск) | Регулярный сезон КХЛ | 19               | 8                | 0                | 3                | 8                | 27               | Тренерская отставка                                                                                  | -        | -        | -        | -        | -        | -                                                                    |